# Willem van de Velde il Vecchio
Willem van de Velde il Vecchio (Leida, c. 1611 – Londra, 13 dicembre 1693) è stato un pittore olandese del Secolo d'oro, specializzato in vedute marine.

## Biografia
Willem van de Velde, noto come il Vecchio, disegnatore e pittore marino, nacque a Leiden, figlio di un capitano fiammingo, Willem Willemsz. van de Velde, e si dice che sia stato allevato in mare. Nel 1706 Bainbrigg Buckeridge notò che "comprendeva molto bene la navigazione". Sposò Judith Adriaensdochter van Leeuwen a Leida, nei Paesi Bassi, nel 1631.
I suoi tre figli legittimi conosciuti furono Magdalena, nata nel 1632; Willem, noto come il Giovane, anche lui un pittore marino, nato nel 1633; e Adriaen, un pittore paesaggista, nato nel 1636.
Il suo matrimonio fu tempestoso, almeno nei suoi ultimi anni. David Cordingly riferisce che Willem il Vecchio generò due figli fuori dal matrimonio nel 1653, uno "dalla sua domestica e l'altro dall'amica di lei. Nove anni dopo, il Vecchio e sua moglie passarono attraverso una separazione legale, 'a causa di dispute legali e delle più violenti liti'. La causa immediata della disputa fu la sua relazione con una donna sposata". Michael S. Robinson annotò che "il 17/27 luglio 1662, lui e sua moglie accettarono di separarsi. Una condizione della separazione era che l'anziano potesse recuperare da suo figlio Adriaen 'due regali regali', presumibilmente regali di Carlo II per il lavoro svolto in Inghilterra". Il racconto di Cordingly riferisce inoltre che la disputa stava ancora continuando dopo altri dieci anni, poiché "nell'autunno del 1672 Judith si lamentò con il marito della donna ". Robinson aggiunge che nel 1674 la coppia "doveva essersi riconciliata", perché in un incontro casuale con Pieter Blaeu ad Amsterdam a luglio l'anziano spiegò che era in visita solo per pochi giorni "per andare a prendere sua moglie". Suo figlio, Adriaen, era morto ad Amsterdam nel 1672, e Willem il Vecchio stava andando a prendere anche suo nipote, ugualmente di nome Adriaen, che allora aveva due anni.
Dopo il suo trasferimento in Inghilterra, la cui data esatta è incerta, ma presumibilmente alla fine del 1672 o all'inizio del 1673, si dice che abbia vissuto con la sua famiglia a East Lane, a Greenwich, e che abbia usato la Queen's House, ora parte del National Maritime Museum di Greenwich, come studio. Dopo l'ascesa di Guglielmo III e Maria II come re e regina d'Inghilterra, sembra che questa struttura non fosse più fornita, e nel 1691 viveva in Sackville Street, ora vicino a Piccadilly Circus. Morì a Londra e fu sepolto nella chiesa di San Giacomo, all'estremità sud della strada.

## Carriera professionale
Per un certo periodo fu l'artista ufficiale della flotta olandese, essendo presente alla Battaglia dei Quattro Giorni (1º-4 giugno 1666), e alla Battaglia del giorno di San Giacomo (25 luglio 1666), per realizzare schizzi. Nella sua opera sulle biografie di artisti, Arnold Houbraken cita la biografia di Gerard Brandt dell'ammiraglio Michiel de Ruyter, che riporta l'aneddoto in cui Willem van de Velde chiese all'ammiraglio Ruyter il permesso di farsi portare in giro da una galera per avere una buona visione delle azioni la sera della battaglia dei Quattro Giorni nel 1666. Non fu l'unico artista a dipingere le scene di questa battaglia, anche suo figlio, Ludolf Bakhuysen e Pieter Cornelisz van Soest ne fecero dei dipinti. Questo atto in seguito fu la ragione per cui van Velde ottenne la sua commissione marittima a Londra. La data, 1672, data comunemente per il suo ingresso nel servizio di Carlo II d'Inghilterra, era in un periodo in cui la Repubblica olandese era in guerra con l'Inghilterra (Terza guerra anglo-olandese).

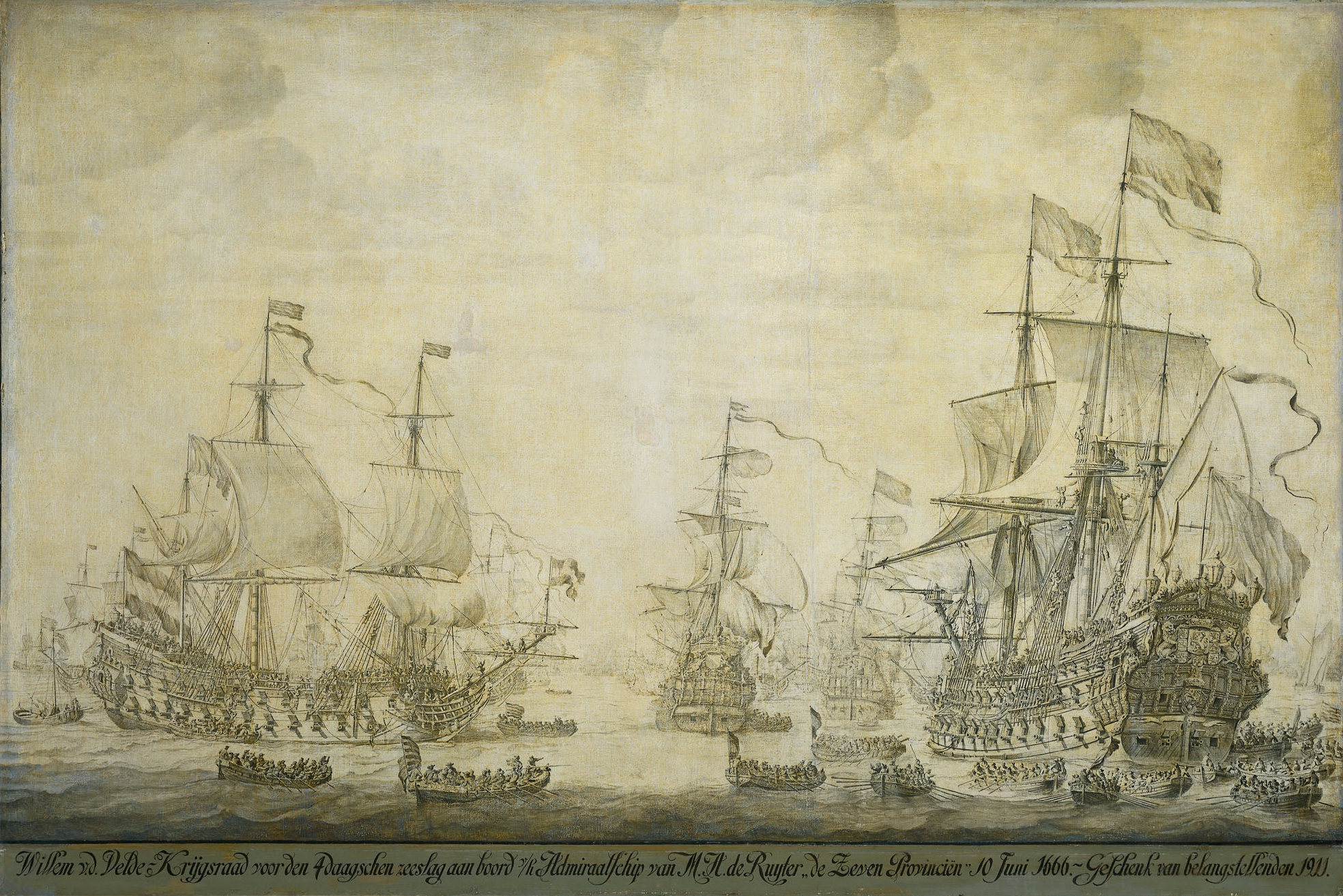
Consiglio di battaglia sulla De Zeven Provinciën, 1666
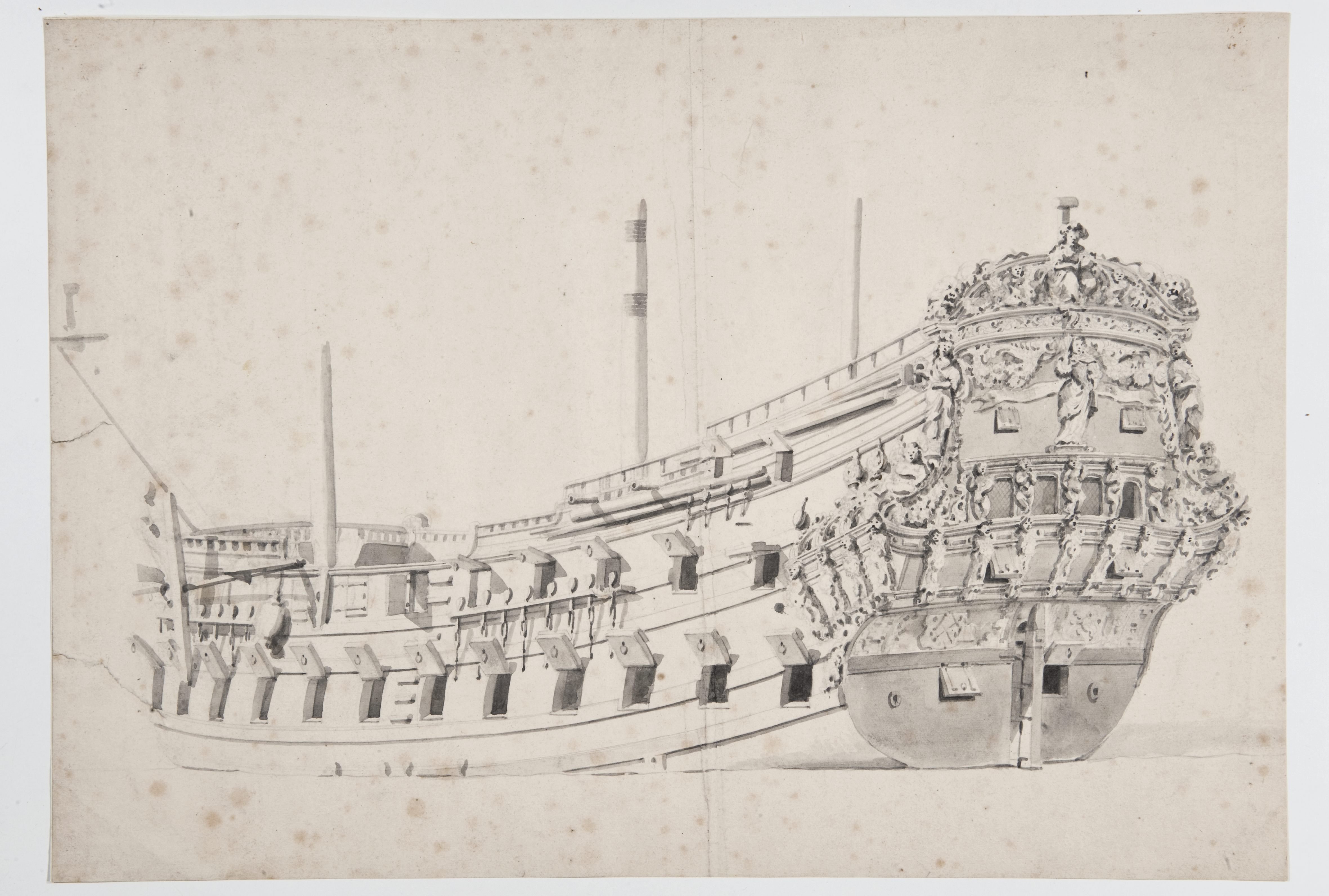
Batteria e specchio di poppa, 1667, dal Museo marittimo di Svezia
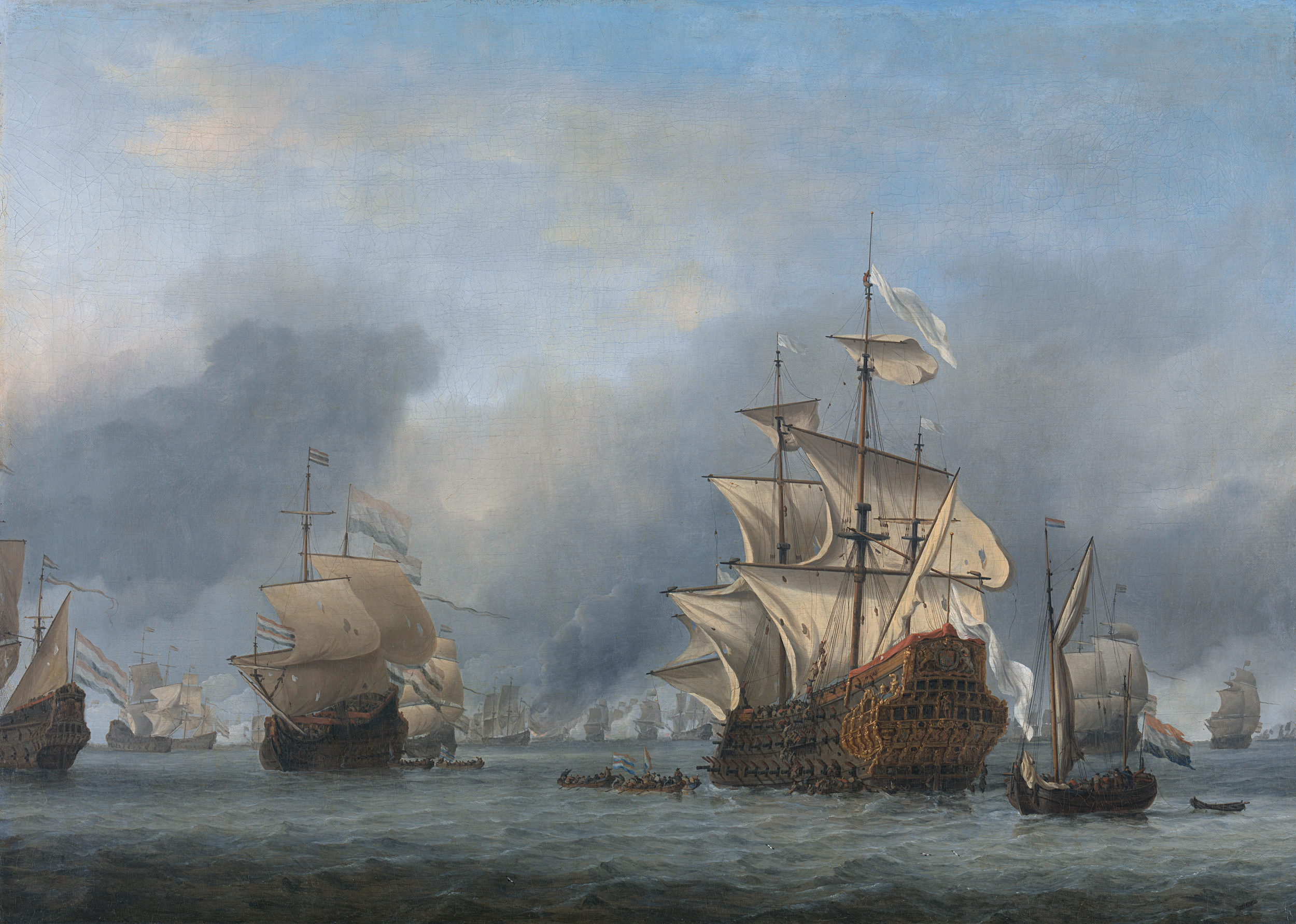
La resa del Principe reale
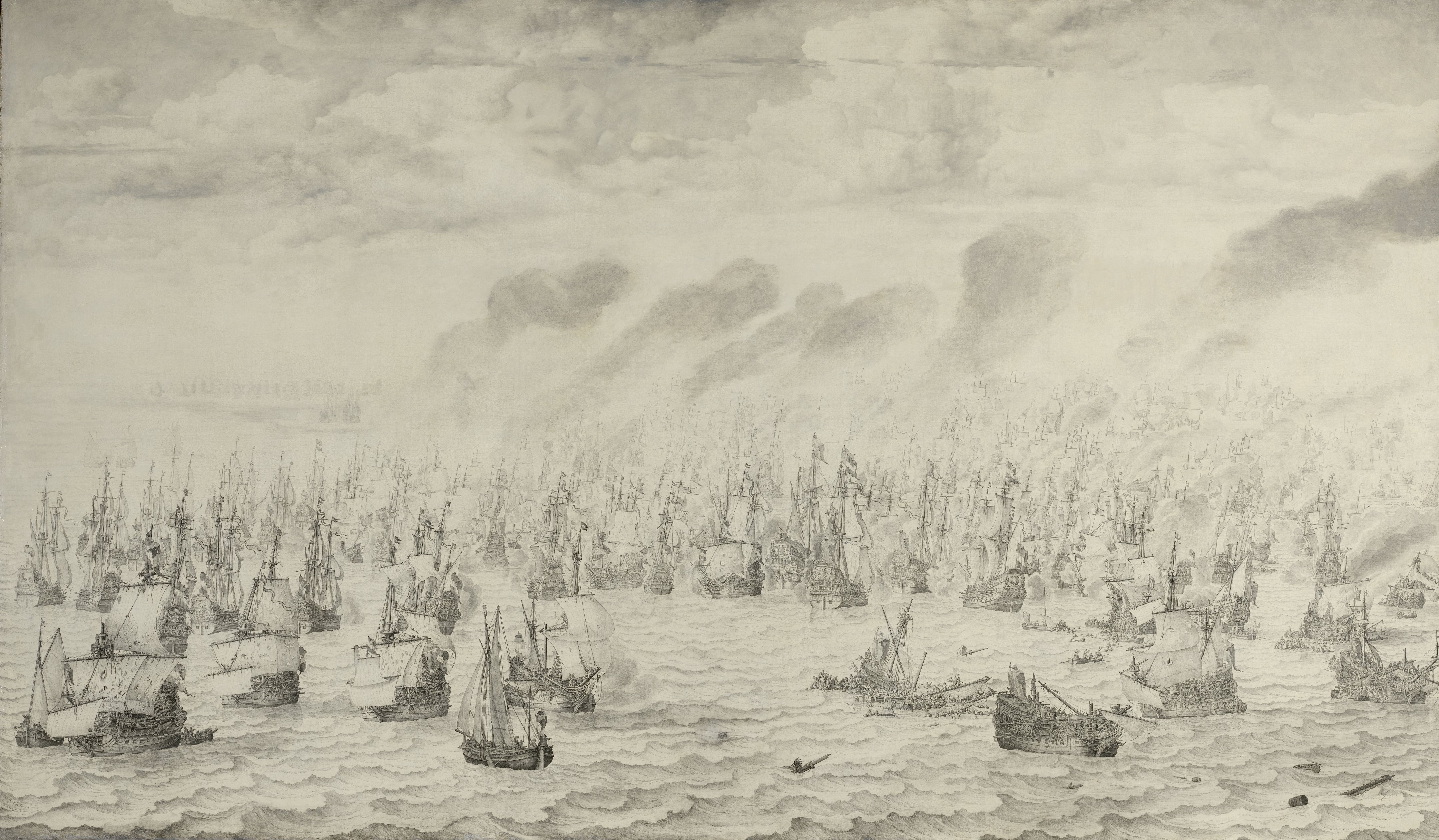
La Battaglia di Terheide (1657), che commemora la Battaglia di Scheveningen il 10 agosto 1653
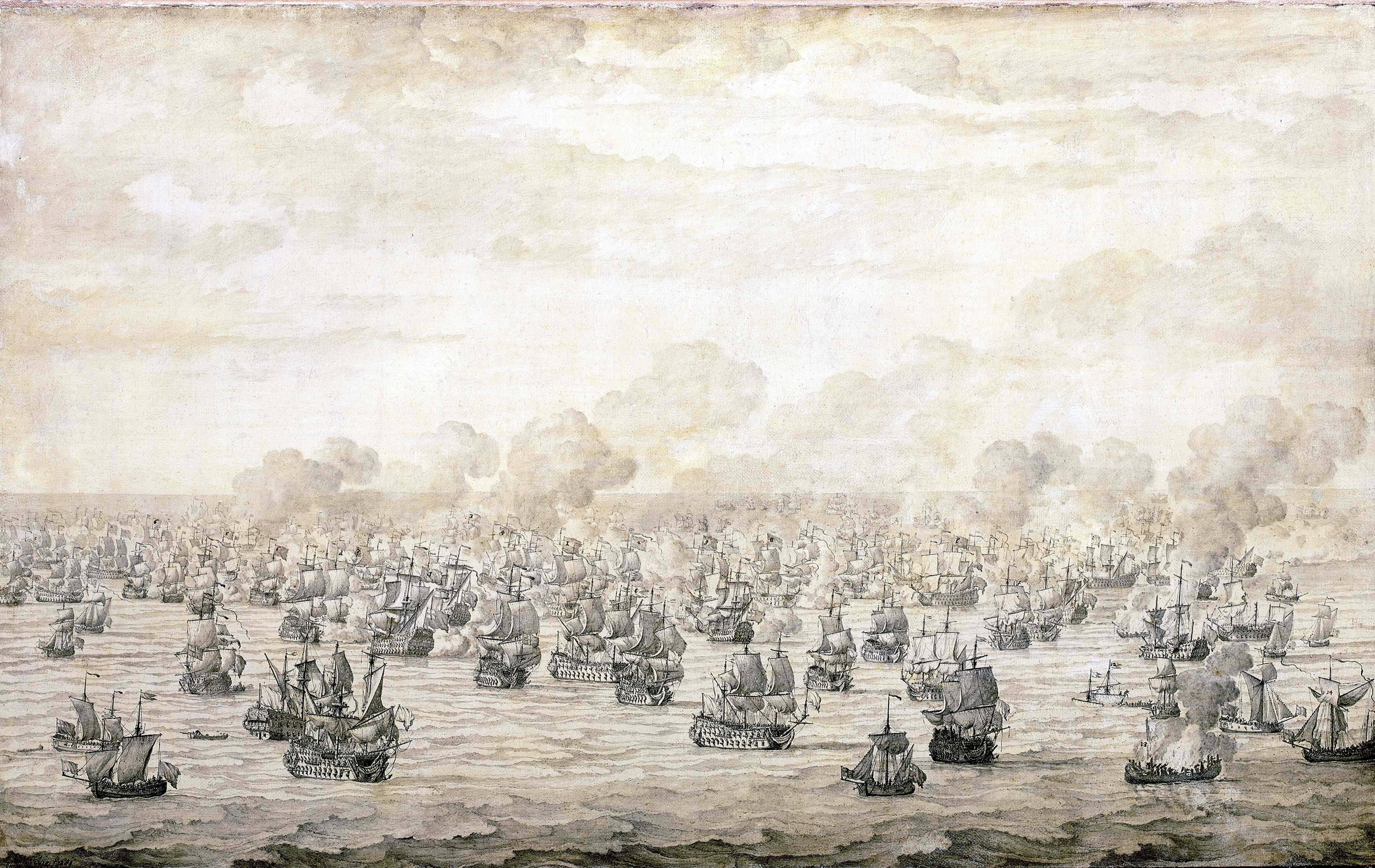
La Battaglia di Schooneveld (1674), che commemora la Battaglia di Schooneveld il 7 giugno 1673